# Escut de Coll de Nargó
L'escut oficial de Coll de Nargó té el següent blasonament:
Escut caironat: d'argent, un coll de sinople movent de la punta sobremuntat d'una àncora de porpra i d'una ganxa de raier de d'atzur passades en sautor, l'àncora en banda per damunt de la ganxa en barra. Per timbre una corona mural de poble.

## Història
Va ser aprovat el 25 d'octubre de 1985.
Armes parlants: el coll fa referència al nom del poble. L'àncora del damunt és el símbol de sant Climent, patró local, i la ganxa de raier al·ludeix al fet que Coll de Nargó ha estat un indret important per al transport de fusta Segre avall.